# Quintus Fabius Maximus (Konsul 213 v. Chr.)
Quintus Fabius Maximus († zwischen etwa 207 und 203 v. Chr.) entstammte als Sohn des Quintus Fabius Maximus Verrucosus dem altrömischen Patriziergeschlecht der Fabier und war 213 v. Chr. Konsul.

## Leben
Fabius Maximus Verrucosus war als schon bejahrter Mann während des Zweiten Punischen Krieges, den Rom gegen Hannibal führte, einer der einflussreichsten Senatoren und bedeutendsten Persönlichkeiten Roms. Die Karriere seines Sohnes Quintus Fabius Maximus fiel auch gänzlich in die Zeit des Kampfes gegen Hannibal.
In den Quellen erscheint Quintus Fabius Maximus erstmals 217 v. Chr., als er unter der Diktatur seines Vaters militärisch aktiv war. Bei diesen Erwähnungen handelt es sich um zwei Anekdoten, die vom ältesten und glaubwürdigsten Gewährsmann des Zweiten Punischen Krieges, Polybios, nicht erwähnt werden. Laut der ersten Erzählung hatte der Diktator mit Hannibal einen Gefangenenaustausch vereinbart, wobei die Römer Geld für all jene Gefangenen bezahlen sollten, die sie mehr als die Punier zurückerhielten. Da der Senat dazu nicht vorher um Erlaubnis gefragt worden war, stimmte er diesem Übereinkommen nicht zu. Deshalb habe der Diktator seinen Sohn beauftragt, die Finanzierung der Zahlungsverpflichtung durch den Verkauf seiner eigenen Güter zu ermöglichen. Weiters wird von Quintus Fabius Maximus erzählt, dass er für eine Expedition wegen der nur geringen zu erwartenden Verluste plädiert habe, aber von seinem Vater mit der Bemerkung gemaßregelt worden sei, ob er zu den wenigen ihr Leben verlierenden Soldaten gehören wolle.
In der für die Römer mit einer verheerenden Niederlage gegen die Punier endenden Schlacht bei Cannae (216 v. Chr.) fungierte Quintus Fabius Maximus als Militärtribun. Er konnte in die apulische Stadt Canusium (heute Canosa di Puglia) entkommen. Dann stieg er ungewöhnlich schnell zu den höchsten Ämtern des cursus honorum auf, offenbar weniger aufgrund eigener Leistungen als wegen des Einflusses seines Vaters. 215 v. Chr. übte er das Amt eines kurulischen Ädils aus. Im nächsten Jahr war er in der Funktion eines Prätors militärisch in Apulien im Einsatz, wobei er seine Stellung zuerst in Luceria, dann in Herdonia bezog.
Den Höhepunkt seiner Laufbahn erreichte Quintus Fabius Maximus 213 v. Chr., in welchem Jahr er gemeinsam mit Tiberius Sempronius Gracchus das Konsulat bekleidete. Er erhielt Apulien als Provinz zugewiesen und löste seinen Vater als Oberbefehlshaber der dortigen römischen Truppen ab. Dabei soll er von seinem Vater die ihm als Konsul zustehende Ehrerbietung verlangt haben; dieses Ansinnen sei auch auf völlige Zustimmung des ehemaligen Diktators gestoßen. Eine bedeutsame Leistung gelang dem Konsul vor allem mit der Rückeroberung der apulischen Stadt Arpi, die 216 v. Chr. auf Hannibals Seite gewechselt hatte.
Wahrscheinlich hielt sich Quintus Fabius Maximus noch 212 v. Chr. als Kommandant eines Truppenkontingents in Arpi auf, wenn er auch den Oberbefehl über seine Armee dem neuen Konsul übergeben hatte. In den nächsten Jahren dürfte er an einer Krankheit laboriert haben, da er seitdem kaum noch bei wichtigen Staatsangelegenheiten hervortrat und vor seinem Vater starb. Als dieser 209 v. Chr. zum fünften Mal das höchste Staatsamt innehatte, befahl er seinem Sohn, Truppen von Etrurien zum Prokonsul Marcus Valerius Laevinus nach Sizilien zu überführen. Im Folgejahr wurde Quintus Fabius Maximus sodann für einige Zeit Kommandant der Armee des in seinem ebenfalls fünften Konsulat gefallenen Marcus Claudius Marcellus. Am Ende des Sommers 207 v. Chr. kam er nach Rom mit der Mitteilung an den Senat, dass der Konsul Marcus Livius Salinator und dessen Heer nach dem entscheidenden Erfolg gegen Hannibals Bruder Hasdrubal in der Schlacht am Metaurus bald heimzukehren wünschten. Da ein Enkel des Fabius Maximus Verrucosus bezeugt ist, der den gleichen Namen wie der hier behandelte Sohn trug, könnte vor allem der zuletzt genannte Auftrag nach Ansicht des Althistorikers Friedrich Münzer auch von diesem Enkel (und nicht von Verrucosus’ Sohn) ausgeführt worden sein.
Nach dem Tod des Quintus Fabius Maximus (vor 203 v. Chr.) hielt ihm sein Vater eine von diesem publizierte, heute aber verschollene Leichenrede, die der römische Redner und Politiker Marcus Tullius Cicero möglicherweise aus eigener Lektüre kannte.